# Sporisorium caledonicum
Sporisorium caledonicum är en svampart som först beskrevs av Narcisse Theophile Patouillard, och fick sitt nu gällande namn av Vánky 1991. Sporisorium caledonicum ingår i släktet Sporisorium och familjen Ustilaginaceae.   Inga underarter finns listade i Catalogue of Life.